# Radio Stella
Radio Stella var en radiostation i det nordvestlige Skåne. Radio Stella spillede blandet musik i lighed med f.eks. Mix Megapol, og spillede såvel nye ”hits” som musik fra tidligere årtier. Stationen indgik i netværket Fria Media. Kanalen ejedes af Fria Medias Moder AB og Helsingborgs Dagblad, hver med 50%.
Til forskel fra de fleste andre radiokanaler produceredes Radio Stella lokalt, altså i Helsingborg, Ängelholm og Landskrona.
Radio Stella havde et potentielt lytterunderlag på 225 000 personer. Af disse lyttede 17,4% på kanalen (Kilde: RUAB I/2005).
I februar 2006 købtes Fria Media af SBS Broadcasting Group, som blandt andet ejer Mix Megapol. Også Helsingborgs Dagblad følte sig nødt til at sælge sin del til SBS Radio. Målet med købet er at styrke Mix Megapol ved at ekspandere til flere byer. Den lokale radioproduktion i Helsingborg blev nedlagt og frekvenserne blev overtaget af Mix Megapol.

## Frekvenser
- Helsingborg 106,0
- Ängelholm 101,7
- Landskrona 104,5

## Eksterne links
- Radio Stellas hjemmeside Arkiveret 15. januar 2007 hos  Wayback Machine
- Links til alle Fria Medias stationer Arkiveret 18. december 2006 hos  Wayback Machine